# قارچ مغز زرد
قارچ مغز زرد (نام علمی: Tremella mesenterica) نام یک گونه از سرده قارچ لرزان است.